# Honesty
Honesty – trzeci singel brytyjskiego zespołu Editors pochodzący z czwartego albumu „The Weight of Your Love”.

## Kompozycja
Utwór Honesty został napisany wspólnie przez Edwarda Laya, Russella Leetcha, Justina Lockeya, Toma Smitha oraz Elliotta Williamsa. Jest balladą o średnim tempie.

Wznosząca się, wrażliwa piosenka, w której popisowy baryton Toma Smitha konkuruje z falsetem. Atmosfera utworu z biegiem czasu nabiera pędu, opowiadając znaną baśń o złamanych sercach hymnowymi chórami, dramatyczną perkusją i spektakularnymi brzmieniami gitary.

## Teledysk
Klip do utworu został wyreżyserowany przez Favourite Colour: Black. Wydany 21 października 2013 roku. Sceny nagrano 20 września 2013 roku w londyńskiej dzielnicy Soho przy Shaftesbury Avenue.

## Listy przebojów
Utwór zadebiutował na 7 miejscu listy „NRD – Najlepsza Rockowa Dwudziestka” polskiego radia EskaROCK 2 listopada 2013 roku. Na pierwszym miejscu uplasował się 28 listopada 2013 roku.
| Państwo | Lista                               | Najwyższa pozycja     |
| ------- | ----------------------------------- | --------------------- |
| Polska  | NRD – Najlepsza Rockowa Dwudziestka | 1 (28 listopada 2013) |